# Stratiomys constricta
Stratiomys constricta är en tvåvingeart som beskrevs av Walker 1860. Stratiomys constricta ingår i släktet Stratiomys och familjen vapenflugor. Inga underarter finns listade i Catalogue of Life.